# TT115
La tombe thébaine TT 115 est située à Cheikh Abd el-Gournah, dans la nécropole thébaine, sur la rive ouest du Nil, face à Louxor en Égypte.
Le nom de l'occupant de cette sépulture est perdu. Elle est datée de la XIXe dynastie.